# Krucifix
Krucifix (1990) (titlu original Krucifix) este un roman fantastique scris de Serge Brussolo.

## Cadrul acțiunii
Pământul a devenit teatrul unui război etern, purtat doar pentru a ține oamenii ocupați. Pentru a uita de ororile zilnice, soldații au parte de permisii în care sunt lăsați să facă orice îi poate deconecta de la coșmar și a-i face apți să revină pe front.
Armele au evoluat atât de mult, încât nu se mai pune problema existenței prizonierilor sau răniților. Cei care participă la o bătălie ori scapă cu viață, ori rămân împrăștiați pe bucăți pe câmpul de luptă. Pentru a face mai ușoară recunoașterea victimelor, oamenii au ajuns să aibă un cod încorporat în fiecare parte a corpului lor.
Astfel, misiunea sanitarilor nu mai este de a se ocupa de răniți, ci de a aduna la un loc părțile componente ale victimelor, incinerându-le laolaltă într-un cuptor portabil suficient de mare încât să poată cuprinde o bucată de tors și depozitându-le într-o urnă funerară pe care regulamentul militar îi obligă să o aducă la bază, cu numele mortului ștanțat pe ea.

## Intriga
Aflați în timpul unei permisii, un grup de sanitari este racolat pentru o misiune secretă. El se alătură trupelor militare care străbat Oceanul Pacific pentru a ajunge la necunocuta insulă Tamata, unde se spune că indigenii s-ar fi răsculat împotriva coloniștilor, dedându-se la acte de violență. O undă de mister persistă totuși în această informație: se zvonește că, anterior, pe insulă ar fi fost trimise echipe de elită, despre care nu s-a mai auzit nimic ulterior.
Capriciile vremii fac ca ambarcațiunea sanitarilor să acosteze în altă parte a insulei decât trupele, iar toate încercările de a lua legătura prin radio sunt sortite eșecului. Cei trei sanitari - șoferul ambulanței care narează acțiunea, infirmiera-șefă Gisèle și brancardierul Saïd - pornesc în căutarea colegilor lor, dar nu găsesc decât tabere părăsite fără urme de violență, sau locuințe abandonate de coloniști și de indigeni. Șoferul descoperă un dosar și o înregistrare care vorbesc despre un proiect secret, intitulat Krucifix, care îl face să suspecteze că este ceva în neregulă cu flora locală.
Următoarea descoperire se dovedește a fi macabră: zeci de soldați zac crucificați în vârful unor copaci gigantici în fața cărora fierăstraiele se dovedesc neputincioase. Sanitarii îi coboară de pe cruci și îi tranșează pentru a încăpea în incineratorul portabil, îndeplinindu-și cu conștiinciozitate îndatoririle. La terminarea operațiunii sunt atacați din ape de un soldat care elimină lichide pe gură și care vrea să-i înece.
Curând, cei trei se trezesc în fața a două pericole de moarte: înecații - care vor să-i umple cu apă și să-i facă asemenea lor - și copacii care vor să le transforme sângele în sevă, aducându-i la stadiul de om-arbore. Cei trei se străduiesc să scape și descoperă un adăpost subteran, în care s-au refugiat o femeie cu copilul său pe cale de a se transforma în copac, precum și doi militari. Evenimentele se precipită, fiecare începe să se preocupe doar de propria evadare din acel coșmar, în timp ce șefii armatei decid să distrugă tot ce e pe insulă cu ajutorul unor bombe cu napalm.
Aparent singurul supraviețuitor al acestui eveniment, naratorul își încredințează jurnalul apelor oceanului și rămâne să moară de foame și de sete pe insula pietrificată, întrebându-se dacă nu cumva copilul pe cale de a se transforma în copac a fost protejat de bombele cu napalm în adăpostul său subteran.

## Lista personajelor
- Naratorul - fost combatant devenit șofer de ambulanță
- Gisèle - infirmieră-șefă care îl ia sub protecția ei pe narator pe vremea când era internat și îl ajută să devină șofer de ambulanță; extrem de scrupuloasă în respectarea regulamentelor, tânjește după o viață obișnuită de familie
- Saïd - brancardier, ascultător și conștiincios, dar predispus să creadă orice superstiție; căsătorit cu o localnică, a luat în grijă întreaga familie a acesteia, dobândind un surogat de viață socială care să-l ajute în perioadele în care este pe front
- Hassler - ofițer dependent de droguri, pe care un accident l-a obligat să părăsească frontul și să devină vânător de kamikaze într-un oraș de recreere pentru soldați
- Hoana - prostituată care, în stare de transă, poate ghici viitorul persoanei cu care se culcă
- Hoang - indigen de pe Tamata, fost bucătar într-o familie de coloniști; încearcă să plece de pe insulă cu ajutorul unei plute
- Harney - caporal din unitatea a 6-a Aeropurtată, care s-a refugiat în buncărul familiei Chanfrein pentru a scăpa de copaci și de înecați
- Scott - soldat aparținând aceleiași unități, își petrece majoritatea timpului într-o stare euforică provocată de droguri
- Madeleine Chanfrein - colonistă al cărei soț a construit un buncăr sub locuință și un tunel care leagă locul de țărmul oceanului; după moartea lui s-a refugiat acolo împreună cu copilul ei, Timmy, care este pe cale de a se metamorfoza în copac

## Opinii critice
Pe blogul cititorilor Nemira, cartea este considerată "incitantă, imprevizibilă și terifiantă", remarcându-se faptul că "evită orice clișeu al genului horror". Suspans.ro descrie astfel romanul ca "o carte a luptei contra naturii într-o eră în care războiul și mâna omului au supărat pentru prea multă vreme planeta", apreciind că el "conține toate elementele unei scriituri horror de succes". La rândul său, Cititor SF constată că "scriitorul reușește ceea ce foarte puțini sunt capabili să ducă cu succes până la capăt: să inducă o atmosferă apăsătoare, realistă, aproape parcă sufocând cititorul prin transportarea acestuia fără pic de menajamente în mijlocul unui teatru de război al unui conflict fără implicații majore la nivel planetar".

## Traduceri în limba română
- 1996 - Krucifix, ed. Nemira, Colecția "Nautilus" nr. 101, traducere Nicolae Constantinescu, 208 pag., ISBN 973-569-134-5
- 2006 - Krucifix, ed. Nemira, Colecția "Suspans", traducere Nicolae Constantinescu, 272 pag., ISBN 978-973-569-857-7